# Phytocoris pini
Phytocoris pini is een wants uit de familie van de blindwantsen (Miridae). De soort werd het eerst wetenschappelijk beschreven door Carl Ludwig Kirschbaum in 1856.

## Uiterlijk
De lichtgrijze, bruinzwart gevlekte wants heeft, als volwassen dier, volledige vleugels en kan 5,5 tot 6,5 mm lang worden. De lichtgrijze voorvleugels zijn bruinzwart gevlekt. Het halsschild is heeft een donkere streep op de achterrand. Het uiteinde van het verharde deel van de vleugels is donker gevlekt en heeft aan de bovenkant een lichte rand. Het kleurloos doorzichtige deel van de vleugels heeft grijze vlekken. De pootjes zijn geelwit met zwarte vlekjes op de dijen en lichte en donkere banden om de schenen. De antennes zijn zwart van kleur, met uitzondering van witte vlekjes op het eerste antennesegment, een wit gedeelte van het tweede segment en een licht derde segment.

## Leefwijze
De soort kent een enkele generatie per jaar. De eitjes worden aan het eind van de zomer gelegd en komen na de winter uit. De volwassen wantsen zijn er van juli tot september en zijn dan aan te treffen in naaldbossen en heidegebieden op voornamelijk grove den (Pinus sylvestris). Soms zijn er waarnemingen op lork (Larix), jeneverbes (Juniperus communis) of spar (Picea) en zilverspar (Abies). Ze voeden zich daar voornamelijk met kleine insecten zoals takluizen.

## Leefgebied
In Nederland is de soort algemeen in het binnenland en soms ook in de duinen. Het verspreidingsgebied is Palearctisch, van Europa tot het Midden-Oosten en Verre Oosten in Azië